# James Nguyen
 (juin 2018).
Le contenu est difficilement compréhensible vu les erreurs de traduction, qui sont peut-être dues à l'utilisation d'un logiciel de traduction automatique.
James Nguyen né le 1er septembre 1966 à Da Nang est un cinéaste vietnamien connu pour avoir réalisé le film d'horreur romantique Birdemic: Shock and Terror en 2010, ainsi que sa suite Birdemic 2: The Resurrection.

## Biographie
Nguyen est né à Da Nang, au Viêt Nam (alors au Sud Viêt Nam). Lui et sa famille ont fui le pays peu avant la chute de Saïgon. Il n'a jamais reçu de réelle formation cinématographique, mais a grandi en regardant les films du réalisateur Alfred Hitchcock, dont Sueurs froides de 1958 et The Birds de 1963. Arrivé aux Etats-Unis, Nguyen est devenu vendeur de logiciels dans la Silicon Valley. Il passe derrière une caméra pour la première fois en 1999.
En 2003, il réalise le film romantique à petit budget Julie et Jack. En 2005, il dirige le thriller de science-fiction Replica, inspiré par Vertigo, mais qui ne sera pas publié avant 2017. Il rejette l'échec du film sur le prix élevé du processus de storyboarding et sur ses erreurs de casting. La popularité de Nguyen en tant que réalisateur augmente en 2010 avec la sortie du film Birdemic: Shock and Terror. L'inspiration pour ce film lui vient lors d'un séjour à Half Moon Bay en Californie. Le budget de moins de 10 000 $ du film est tiré de ses propres revenus. Il citera The Birds et Une vérité qui dérange (2006) comme source d'inspiration pour tourner Birdemic.
Lors de sa sortie et depuis cette dernière, Birdemic a souvent été considéré comme l'un des pires films de tous les temps. Rifftrax parodiera le film en y ajoutant une bande audio décalée, une fois sur internet et une autre en direct lors d'une conférence, attirant davantage l'attention sur le film et sur Nguyen. En février 2012, Nguyen a commencé la production d'une suite pour le film, intitulé Birdemic 2: The Resurrection.  Le film sort en 2013 et reçoit nombre de critiques négatives.
Dans une interview accordée à Vice en 2016, Nguyen a dit qu'il espérait pouvoir réaliser Birdemic 3: Sea Eagle, qui serait son dernier film. Il a tenté de financer le film en lançant d'abord un projet sur Indiegogo qui n'a levé que 596 $ de son objectif de 500 000 $  et plus tard sur Kickstarter ou il ne lèvera que 230 $ sur son objectif de 200 000 $.
En raison du gain de popularité obtenu grâce à la parodie réalisée par Rifftrax, Nguyen a accepté qu'ils réalisent une parodie similaire pour son deuxième film, Replica. La version non parodiée fut rendu publique via Rifftrax en janvier 2017 et la version parodiée fut publiée le 10 février 2017, toujours par Rifftrax. 

## Filmographie
- 2003 : Julie and Jack
- 2005 : Replica
- 2010 : Birdemic: Shock and Terror
- 2013 : Birdemic 2: The Resurrection
- 2022 : Birdemic 3: Sea Eagle